# Kölner Straße (Düsseldorf)
Die Kölner Straße ist eine 2,6 km lange Nord-Süd-Verkehrsachse in der nordrhein-westfälischen Landeshauptstadt Düsseldorf. Sie beginnt im Düsseldorfer Stadtteil Stadtmitte und endet in Oberbilk. Die Straße wurde am 15. Dezember 1868 eingeweiht. Von 1933 bis 1945 war der Teil der Straße, der nördlich des Worringer Platzes liegt, nach Horst Wessel benannt.

## Verlauf und Straßenbeschreibung
Die Straße beginnt an der Kreuzung mit der Straße Am Wehrhahn als Verlängerung der Pempelforter Straße. Von hier aus verläuft sie in Richtung Süden als zweispurige Hauptstraße bis zum Worringer Platz. Dieser Teil der Kölner Straße ist weithin bekannt als Zentrum afrikanisch geprägter Frisiersalons, sogenannter Rasta-Shops.
Ab dem Worringer Platz verläuft die Straße weiter bis zum Oberbilker Markt.
Dort beginnt ein Bereich, bis zur Kreuzung Ellerstraße, der als Oberbilks Haupteinkaufsstraße gilt. Der Bau der U-Bahn und damit einhergehende Einschränkungen haben zu einem Trading-down geführt. Inzwischen sind die Bürgersteige verbreitert und der Autoverkehr wurde auf zwei Fahrbahnen eingeschränkt. Die Realisierung der Ortsumgehung Oberbilk wurde aber verschoben, wodurch der Straßenverkehr weiterhin angespannt ist. Mehrere Geschäfte wechselten den Inhaber. In zahlreichen Fällen folgten auf alteingesessene Einzelhändler Geschäfte, die eher dem Niedrigpreissegment zuzuordnen sind.
Der Bau des Internationalen Handelszentrums und die Verlagerung von Amts-  und Landgericht Düsseldorf aus der Altstadt an den Oberbilker Markt haben dem Einzelhandels- und Gastronomiestandort zunächst nicht genutzt. Das benachbarte Fachmarktzentrum an der Erkrather Straße löste anfangs weitere Angst vor Umsatzverlagerungen aus. Inzwischen löst die Angst vor Gentrifizierung aber auch Gegenbewegungen aus, die Bedarf im niedrigpreisigen Mietsegment äußern.
Hinter dem Einkaufsbereich verläuft die Kölner Straße zweispurig weiter und endet an der Karl-Geusen-Straße.
Der Schriftsteller Dieter Forte setzte der Kölner Straße als „Kö der Arbeiter“ ein literarisches Denkmal. Forte beschrieb die Straße als zentrale Verkehrs- und Lebensader des von der Stahlindustrie geprägten Arbeiterstadtteils Oberbilk der 1920er und 1930er Jahre.
Von den an der Kölner Straße und in deren Nähe ansässigen Unternehmen und Werken der Schwerindustrie, die den Standort bis in die 1970er Jahre, teils auch einige Jahre später verließen, sind heute kaum noch Spuren vorhanden. Eine der wenigen Ausnahmen ist die historistische Toreinfahrt mit Torhaus zur ehemaligen Kahle Rohrleitungsbau GmbH. Das Gesundheitsamt der Landeshauptstadt Düsseldorf ist heute überdies im ehemaligen Verwaltungsgebäude der Stahlwerke ansässig.

## Verkehr
In den letzten Jahrzehnten war die Kölner Straße eine Hauptverkehrsstraße mit starkem Autoverkehr. Diese Funktion sollte ihr durch den geplanten Bau der Ortsumgehung Oberbilk entzogen werden. Die Planungen dafür wurden zwischenzeitlich aufgegeben.
Seit 2018 gibt es zusätzlich Radstreifen in jeder Fahrtrichtung beginnend an der Kreuzung mit der Straße Am Wehrhahn bis in Höhe des Oberbilker Marktes; kleinere noch bestehende Lücken des Radwegenetzes im Verlauf der Kölner Straße, insbesondere in Höhe des Worringer Platzes sollen geschlossen werden.
Die Kölner Straße wird von mehreren Straßenbahnlinien gekreuzt sowie von Straßen- und Stadtbahnen befahren.
Die Linie 704 der Rheinbahn befährt die Kölner Straße im Abschnitt Pempelforter Straße–Worringer Platz. Die Stadtbahnlinien U76 und U79 unterfahren die Straße im Bereich Oberbilker Markt und Ellerstraße. Die U-Bahnhöfe Oberbilker Markt/Warschauer Straße und Ellerstraße befinden sich mit Zugängen an der Kölner Straße.
Gekreuzt wird die Straße von den Straßenbahnlinien 708 und 709 am Worringer Platz und der Linie 706 am Oberbilker Markt, des Weiteren unterfahren die Stadtbahnlinien U70, U75 und U77 die Straße im Bereich des U-Bahnhof Handelszentrum/Moskauer Straße. Die Buslinien 721, 722, 732, 738, 834, NE 2 und NE 4 bedienen die Haltestelle Worringer Platz. Die Linien 721, 722 und 736 fahren an der Flügelstraße.